# Лебедєва Тетяна Романівна
Тетяна Романівна Лебедєва (рос. Татьяна Романовна Лебедева, нар. 21 липня 1976, Стерлітамак, РРФСР) — російська легкоатлетка, олімпійська чемпіонка.

## Виступи на Олімпіадах
| Олімпіада   | Дисципліна        | Місце                      |
| ----------- | ----------------- | -------------------------- |
| Сідней 2000 | потрійний стрибок | 2                          |
| Афіни 2004  | стрибки у довжину | 1                          |
| Афіни 2004  | потрійний стрибок | 3                          |
| Пекін 2008  | стрибки у довжину | 2, позбавлена через допінг |
| Пекін 2008  | потрійний стрибок | 2, позбавлена через допінг |
| Лондон 2012 | потрійний стрибок | 10                         |